# Rue Léonce-Castelbou
La rue Léonce-Castelbou (en occitan : carrièra Leonce Castèlbon) est une voie de Toulouse, chef-lieu de la région Occitanie, dans le Midi de la France.

## Situation et accès

### Description
La rue Léonce-Castelbou est une voie publique. Elle se trouve dans le quartier Arnaud-Bernard.
Elle naît perpendiculairement à la rue des Quêteurs, face au no 22 de cette rue. Longue de 153 mètres et large de 7 mètres, elle est orientée au nord-ouest. Elle se termine au carrefour du boulevard Lascrosses.
La chaussée compte une seule voie de circulation en sens unique. Elle appartient à une zone de rencontre et la vitesse y est limitée à 20 km/h. Il n'existe pas de bande, ni de piste cyclable, quoiqu'elle soit à double-sens cyclable.

### Voies rencontrées
La rue Léonce-Castelbou rencontre les voies suivantes, dans l'ordre des numéros croissants :
1. Rue des Quêteurs
2. Boulevard Lascrosses

## Odonymie
La rue est nommée en hommage à Léonce Castelbou (1822-1887). Il est avocat à la cour d'appel, mais suit également une carrière politique dans les cercles républicains de la fin du Second Empire et fréquente Armand Leygue et Armand Duportal. Il est conseiller municipal depuis novembre 1869 lorsque la Troisième République est proclamée. Le 20 janvier 1871, il est nommé maire provisoire et reste à ce poste jusqu'au déclenchement de la Commune toulousaine. Entre janvier 1878 et 1884, il est plusieurs fois réélu au conseil municipal, qu'il dirige de janvier à août 1881. Entre 1876 et 1887, il est également conseiller général de la Haute-Garonne pour le canton de Toulouse-Nord.
La rue, d'abord une impasse, avait pris le nom de Lascrosses, comme le boulevard sur lequel elle débouchait. C'était d'ailleurs le nom d'une des portes de l'enceinte du bourg Saint-Sernin et de la rue qui y aboutissait, ainsi que du chemin qui le traversait (actuelle rue Lucien-Lafforgue). Pour l'historien toulousain Bertrand Lavigne, le nom venait du cimetière principal du bourg Saint-Sernin, qui se trouvait hors-les-murs (emplacement de l'actuelle esplanade Compans-Caffarelli) et qu'on désignait ainsi à cause des croix placées sur les tombes (en occitan : crotz, croses au pluriel). L'hypothèse est rejetée par Pierre Salies, qui relie ce nom à des « creux » (en occitan : cròs, cròsas au pluriel), qui désignaient des fondrières et des terrains ravinés.

## Patrimoine et lieux d'intérêt
- no  11 : maison. 
La maison, de style Art déco, est construite dans le deuxième quart du XXe siècle. La façade joue de la polychromie de la brique et du béton enduit. Le rez-de chaussée est percé d'ouvertures inégales : une porte de garage, une fenêtre large et une fenêtre étroite, et une porte piétonne. À l'étage, les trois fenêtres sont rectangulaires. La fenêtre centrale a un appui débordant, tandis que les deux hautes fenêtres latérales ouvrent sur des balconnets qui ont des garde-corps en fer forgé. L'élévation est surmontée par une corniche[4].

- no  28 : résidence Castelbou. 
La résidence Castelbou est construite entre 1963 et 1966. Elle complète le vaste projet de construction d'immeubles de grande hauteur le long du boulevard Lascrosses, construits dans les années précédentes – la résidence des Grands boulevards (actuels no 15-17) et la résidence Georges-V (actuel no 13). Elle s'inscrit en particulier dans le prolongement du projet porté par la Société coopérative du boulevard Lascrosses qui vient d'achever la première tranche de son immeuble (actuels no 3-7)[5].